# نيركين ساسوناشين (آراغاتسوتن)
مدينة نيركين ساسوناشين (بالإنجليزية: Nerkin Sasunashen)‏ هي إحدى المدن التابعة لمقاطعة آراغاتسوتن في أرمينيا. يقدر عدد سكانها بـ 1151 نسمة حسب الإحصاء الذي جرى عام 2011.